# A. J. Wentland
Adrian Joseph Wentland (* 6. Dezember 1994 in Rockford, Illinois) ist ein US-amerikanischer American-Football-Spieler auf der Position des Linebackers. Seit Juli 2023 steht er bei den Panthers Wrocław in der European League of Football (ELF) unter Vertrag.

## Werdegang

### Jugend
Wentland besuchte die Harlem High School, an der er sowohl als Junior als auch als Senior der Tackle Leader der Huskies war. So erzielte er 2011 und 2012 insgesamt 230 Tackles, davon 17 Tackles für Raumverlust und drei Sacks. Darüber hinaus forcierte er mehrere Turnover, sodass er für insgesamt zehn gegnerische Fumbles, zwei Interceptions und mehrere geblockte Field Goals verantwortlich war. Für diese Leistungen wurde er zweimal in das All-Conference Team berufen sowie in beiden Jahren teamintern als Huskies Defensive MVP ausgezeichnet.
Anschließend verpflichtete sich Wentland für die McKendree University in Lebanon, an der er für die Bearcats in der Great Lakes Valley Conference (GLVC) der NCAA Division II College Football spielte. In seiner Freshman-Saison kam Wentland nur vereinzelt zum Einsatz, konnte aber abseits des Feldes mit seinen akademischen Leistungen herausragen, weshalb er in das Academic All-GLVC Team berufen wurde. Als Sophomore war er schließlich Stammspieler der Bearcats und brach mit 132,0 Tackles auf Anhieb den Rekord an seiner Universität. Mit 12,1 Tackles pro Spiel rangierte er damit auf dem zehnten Rang in der NCAA Division II. In den folgenden zwei Jahren verbesserte er den Rekord zunächst auf 135 und schließlich auf 145 Tackles. Besonders die Spiele gegen West Liberty als Junior sowie gegen Southwest Baptist in seinem Senior-Jahr blieben mit jeweils 22,0 Tackles in Erinnerung, da dies ein neuer Rekord für Tackles in einem Spiel innerhalb der GLVC darstellte. Zum Ende seiner College-Karriere wurde er dreimal in das All-Conference Team berufen sowie einmal zum GLVC Defensive Player of the Year ernannt. 2016 war er unter den Finalisten für den Cliff Harris Award, der an den besten Defensivspieler des Landes aus einem kleineren College vergeben wird. Darüber hinaus hielt er mehrere Schul- und GLVC-Rekorde.

“McKendree has made me the man I have grown to be today. I’ve learned a lot as a leader on the field and in the classroom. I also have made the best friends I could ask for here, and it has definitely made me a better person.”

„McKendree hat mich zu dem Mann gemacht, der ich heute geworden bin. Ich habe viel über Führungsqualitäten auf dem Spielfeld und im Unterricht gelernt. Außerdem habe ich hier die besten Freunde gefunden, die ich mir wünschen kann, und es hat mich definitiv zu einem besseren Menschen gemacht.“

### Herren
Im März 2017 nahm Wentland am Northwestern Pro Day teil und wurde wenig später zu einem Rookie Camp der Chicago Bears eingeladen. Darüber hinaus folgte er Einladungen zu Trainingseinheiten der Saskatchewan Roughriders und Winnipeg Blue Bombers aus der Canadian Football League. Im März 2018 wurde Wentland von den Dresden Monarchs aus der German Football League (GFL) verpflichtet. Bereits am ersten Spieltag der GFL-Saison gegen die Potsdam Royals erzielte Wentland 20 Tackles. Wenige Wochen später konnte er im Spiel gegen die New Yorker Lions sogar deren 22 Tackles erzielen. Zum Saisonende führte er die GFL mit 12,9 Tackles pro Spiel an. Seine insgesamt 206 Tackles in 16 Spielen bedeuten derweil einen neuen GFL-Rekord. Daraufhin wurde er in das GFL North All-Star Team aufgenommen. Mit den Monarchs erreichte Wentland das Halbfinale der Play-offs, welches gegen die Schwäbisch Hall Unicorns verloren ging.
Bereits im Oktober 2018 gaben die Monarchs die Verlängerung mit Wentland um eine weitere Saison bekannt. In der GFL-Saison knüpfte Wentland an das Vorjahr an und wurde mit 205 Tackles in 16 Spielern erneut der Tackling-Leader der Liga. Darüber hinaus scheiterte Wentland mit den Monarchs wieder im Halbfinale. Die Monarchs verlängerten mit Wentland für eine weitere Saison, doch fand aufgrund der Covid-19-Pandemie 2020 kein Spielbetrieb in Deutschland statt. Daher schloss sich Wentland Anfang August 2020 den Kuopio Steelers an, wo er jedoch zunächst die ersten beiden Saisonspiele der Vaahteraliiga verpasste. Anschließend erzielte er in der regulären Saison 7,7 Tackles pro Spiel, womit er den Bestwert aufstellte. Mit den Steelers gewann er den Maple Bowl um die finnische Meisterschaft. Allerdings zog sich Wentland einen Riss des inneren Seitenbands im Knie (MCL) zu. Wentland wurde zudem in das All-Star Team gewählt. Vom Sportmagazin American Football International wurde er in das AFI All-Pandemic Team 2020 ernannt.
Anfang Januar 2021 gaben die Raiders Tirol aus der Austrian Football League die Verpflichtung Wentlands für die Saison 2021 bekannt. Dort sollte er in der Offseason auch in das Coaching der U18 eingebunden werden. Mit den Raiders erreichte er den CEFL-Bowl gegen die Schwäbisch Hall Unicorns. Wentland erzielte dabei fünf Tackles, musste mit den Raiders aber eine knappe Niederlage hinnehmen. In der AFL wurde Wentland teilweise sogar in das Passspiel eingebunden. Er fing sieben Pässe und erzielte dabei einen Touchdown. Schließlich gewann er mit den Raiders den Austrian Bowl gegen die Vienna Vikings. Nach Abschluss der AFL-Saison kehrte er zu den Dresden Monarchs in die bereits laufende GFL-Saison zurück. Mit den Monarchs erreichte Wentland den German Bowl XLII und gewann dort seinen dritten nationalen Meistertitel.
Anfang Januar 2022 wurde Wentland von den Leipzig Kings aus der European League of Football verpflichtet. Er unterschrieb einen Zwei-Jahres-Vertrag. In seiner ersten Saison bei den Kings war Wentland Kapitän und galt als bester Spieler es Teams. Mit 160 Tackles führte er die Liga in dieser Statistik an. Er wurde bei den ELF Honors für die Auszeichnung des Defensivspieler des Jahres nominiert, erhielt diese letztlich aber nicht. Allerdings wurde er in das All-Star Team berufen. In der ELF-Saison 2023 lief Wentland zu Beginn erneut für die Kings auf. Nach fünf Spielen führte er die Liga mit 84 Tackles deutlich an. Anschließend meldeten sich die Kings jedoch vom Spielbetrieb ab. Infolgedessen wechselte Wentland zu den Panthers Wrocław in der ELF.

## Erfolge
Persönliche Auszeichnungen
- Harlem Huskies Wall of Fame: 2022
- High School First-Team All-Conference (2): 2011, 2012
- Harlem Huskies Defense MVP (2): 2011, 2012
- GLVC Defensive Player of the Week (6)
- Academic All-GLVC Team (2): 2013, 2014
- First-Team All-GLVC (3): 2014, 2015, 2016
- Honorable Mention D2CCA All-American (1): 2015[29]
- GLVC Defensive Player of the Year (1): 2016
- Second-Team D2CCA All-American (1): 2016[30]
- First-Team D2CCA Region 4 (1): 2016
- GFL North All Star (2): 2018, 2019
- Dresden Monarchs Defensive Player of the Year (1): 2018
- Vaahteraliiga All Star (1): 2020
- AFI’s All-Pandemic Team (1): 2020
- ELF All-Star First Team (1): 2022

Titel
- Finnischer Meister (1): 2020
- Österreichischer Meister (1): 2021
- Deutscher Meister (1): 2021

## Statistiken
| Jahr                                                                                            | Team                 | Spiele 1 | Tackles | Tackles | Tackles | Tackles | Tackles | Pass Defense | Pass Defense | Pass Defense | Pass Defense | Pass Defense | Fumbles | Fumbles | Fumbles |
| Jahr                                                                                            | Team                 | Spiele 1 | Solo    | Ast     | Total   | TFL     | Sack    | BU           | PD           | Int          | Yds          | TD           | FF      | FR      | TD      |
| ----------------------------------------------------------------------------------------------- | -------------------- | -------- | ------- | ------- | ------- | ------- | ------- | ------------ | ------------ | ------------ | ------------ | ------------ | ------- | ------- | ------- |
| College Division II                                                                             |                      |          |         |         |         |         |         |              |              |              |              |              |         |         |         |
| 2013                                                                                            | McKendree Bearcats   | 07       | 004     | 005     | 009     | 00,0    | 0,0     | 0            | 0            | 0            | 000          | 0            | 0       | 0       | 0       |
| 2014                                                                                            | McKendree Bearcats   | 11       | 061     | 071     | 132     | 07,0    | 2,5     | 2            | 04           | 2            | 029          |              | 0       | 0       | 0       |
| 2015                                                                                            | McKendree Bearcats   | 10       | 069     | 066     | 135     | 05,5    | 3,0     | 2            | 04           | 1            | 044          | 1            | 0       | 1       | 0       |
| 2016                                                                                            | McKendree Bearcats   | 11       | 072     | 073     | 145     | 11,0    | 2,5     | 4            | 05           | 1            | 029          |              | 1       | 1       | 0       |
| College Gesamt                                                                                  | College Gesamt       | 39       | 206     | 215     | 421     | 23,5    | 8,0     | 8            | 13           | 4            | 102          | 2            | 1       | 2       | 0       |
| German Football League                                                                          |                      |          |         |         |         |         |         |              |              |              |              |              |         |         |         |
| 2018                                                                                            | Dresden Monarchs     | 16       | 111     | 095     | 206     | 09      | 0,0     | 3            | 05           | 2            | 026          | 0            | 1       | 0       | 0       |
| 2019                                                                                            | Dresden Monarchs     | 16       | 114     | 091     | 205     | 28      | 6,0     | 2            | 03           | 1            | 000          | 0            | 0       | 1       | 0       |
| 2021                                                                                            | Dresden Monarchs     | 04       | 014     | 005     | 019     | 04      | 2,0     | 0            | 0            | 0            | 000          | 0            | 0       | 1       | 0       |
| GFL Gesamt                                                                                      | GFL Gesamt           | 36       | 239     | 191     | 430     | 41      | 8,0     | 5            | 08           | 3            | 026          | 0            | 1       | 2       | 0       |
| Vaahteraliiga                                                                                   |                      |          |         |         |         |         |         |              |              |              |              |              |         |         |         |
| 2020                                                                                            | Kuopio Steelers      | 05       | 023     | 021     | 033,5   | 5,0     | 2,0     | 1            | 01           | 0            | 000          | 0            | 0       | 1       | 0       |
| Vaahteraliiga Gesamt                                                                            | Vaahteraliiga Gesamt | 05       | 023     | 021     | 033,5   | 5,0     | 2,0     | 1            | 01           | 0            | 000          | 0            | 0       | 1       | 0       |
| Austrian Football League                                                                        |                      |          |         |         |         |         |         |              |              |              |              |              |         |         |         |
| 2021                                                                                            | Raiders Tirol        | 07       | 017     | 010     | 022,0   |         | 0,0     | 1            | 01           | 0            | 000          | 0            | 0       |         |         |
| AFL Gesamt                                                                                      | AFL Gesamt           | 07       | 017     | 010     | 022,0   |         | 0,0     | 1            | 01           | 0            | 000          | 0            | 0       |         |         |
| European League of Football                                                                     |                      |          |         |         |         |         |         |              |              |              |              |              |         |         |         |
| 2022                                                                                            | Leipzig Kings        | 12       | 082     | 078     | 160     | 13,5    | 3,0     | 4            | 04           | 0            | 000          | 0            | 5       | 0       | 0       |
| 2023                                                                                            | Leipzig Kings        | 05       | 040     | 044     | 084     | 04,5    | 0,5     | 2            | 02           | 0            | 000          | 0            | 0       | 1       | 0       |
| 2023                                                                                            | Panthers Wrocław     | 10       | 057     | 65      | 122     | 10,0    | 2,5     | 5            |              | 4            | 065          | 0            | 0       | 1       | 0       |
| ELF Gesamt                                                                                      | ELF Gesamt           | 27       | 179     | 187     | 366     | 28,0    | 6,0     | 11           | 06           | 4            | 065          | 0            | 5       | 2       | 0       |
| Quellen: mckbearcats.com, stats.gfl.info, sajl.org, gameday.football.at, sportsmetrics.football |                      |          |         |         |         |         |         |              |              |              |              |              |         |         |         |

## Privates
Wentland hat einen älteren Bruder und eine ältere Schwester. Wentland studierte an der McKendree University den Bachelor-Studiengang „Exercise Science and Sports Performance“, den er 2017 abschloss. Wentland ist mit einer Dresdnerin liiert. Ab Oktober 2019 arbeitete er beim Dresdner Unternehmen Felgner Sicherheitstechnik GmbH & Co KG, einem Sponsor der Dresden Monarchs. Dort wurde Wentland im Lager und im Versand eingesetzt. Im Herbst 2021 war er als Personal Trainer in Rockford tätig.